# جون كونور (شخصية خيالية)

جون كونور (بالإنجليزية:John Connor) ، هو شخصية خيالية في فيلم تيرومنيتر الجزء الثاني ، وهو ابن سارة كونور ويعيش في كاليفورنيا ، وهدف سارة كونور أن يحمي ابنها جون من تي 2000 الذي اراد قتله ، لأن جون يمثل حركة المقاومة ضد الأليين في المستقبل .
وظهر جون كونور في فيلمي : المبيد 2 والمبيد 3 ، ففي الجزء الثاني من الفيلم كان صبياً وفي الجزء الثالث من الفيلم ظهر شابا ، أراد ان ينجو بحياته من المؤامرة الألية لقتله ، لأن في حال نجحوا لقتل جون كونور فلن تظهر المقاومة البشرية ضد الأليين .
وقد ظهر جون كونور في لعبة المبيد سنة 1992م على نظامي سوبر نينتندو إنترتينمنت سيستم ونينتندو إنترتينمنت سيستم ، وهي لعبة Terminator 2: Judgment Day .

## وصلات خارجية
- Todo sobre la serie "The Sarah Connor Chronicles"